# Pittston
Pittston is een plaats (city) in de Amerikaanse staat Pennsylvania, en valt bestuurlijk gezien onder Luzerne County.
- Burgemeester: Jason C. Klush

## Demografie
Bij de volkstelling in 2000 werd het aantal inwoners vastgesteld op 8104.
In 2006 is het aantal inwoners door het United States Census Bureau geschat op 7658, een daling van 446 (-5.5%).

## Geografie
Volgens het United States Census Bureau beslaat de plaats een oppervlakte van
4,5 km², waarvan 4,1 km² land en 0,4 km² water. Pittston ligt op ongeveer 215 m boven zeeniveau.

## Plaatsen in de nabije omgeving
De onderstaande figuur toont nabijgelegen plaatsen in een straal van 4 km rond Pittston.